# Raión de Boikivske
Raión de Bóikivske (en ucraniano: Бойківський район) es un antiguo raión o distrito de Ucrania en el óblast de Donetsk. La capital fue la ciudad de Boikivske. Durante la era soviética y hasta 2016, cuando se cambió su denominación de acuerdo con las leyes de descomunización de Ucrania, se llamaba Raión de Telmanove (en ucraniano: Тельманівський район).
Comprende una superficie de 1300 km².

## Demografía
Según estimación de 2010, contaba con una población total de 35058 habitantes.

## Otros datos
El código KOATUU fue 1424800000. El código postal 87100 y el prefijo telefónico +380 6279.